# Otto Brückwald
Paul Otto Brückwald (6. května 1841 Lipsko, Saské království – 15. února 1917 tamtéž) byl německý architekt, známý zejména jako tvůrce Festivalového divadla v Bayreuthu.

## Život a dílo
Paul Otto Brückwald se narodil jako čtvrté a poslední dítě Carla Friedricha Brückwalda, poštovního zřízence v Lipsku, a jeho manželky Emilie Pauline rozené Cagiorgi, pocházející z Drážďan. Po absolvování čtyřletého gymnázia (1852-56) se začal učit zedníkem a navštěvoval stavební školu; díky dobrému prospěchu získal stipendium ke studiu na Královské akademii v Drážďanech (1860-63). Vzdělání zakončil 30. května 1865 stavitelskou zkouškou.
Již od roku 1864 získal na doporučení svého profesora Hermanna Nicolaie pověření, aby na základě nákresů významného berlínského stavitele Carla Ferdinanda Langhanse (1782-1869) provedl podrobné návrhy pro stavbu nového divadla v Lipsku (zničeno za II. světové války). Brückwald pobýval nejprve u Langhanse v Berlíně a od roku 1866, kdy byla dokončena hrubá stavba divadla, opět v Lipsku. V následujících dvou letech vykonával hlavní architektonický a stavební dohled nad dokončením stavby. Po smrti Carla Ferdinanda Langhanse se Brückwald ujal zpracování jeho architektonické pozůstalosti.
Úspěšné dokončení divadelní budovy Brückwaldovi brzy přineslo podobné zakázky. V letech 1869-71 postavil nové dvorské divadlo v Altenburgu, a od té doby měl i titul dvorního stavitele sasko-altenburského vévody. V soutěži na nové divadlo ve Frankfurtu nad Mohanem (1871) však neuspěl. 
Dne 24. dubna 1872 obdržel telegraficky od Richarda Wagnera nabídku na stavbu nového Festivalového divadla v Bayreuthu. Základní obrysy díla byly dány jednak představami samotného skladatele, jednak dřívějšími plány Gottfrieda Sempera z doby, kdy bylo uvažováno o stavbě divadla v Mnichově. Stavba byla, s několika zpožděními způsobenými nedostatkem peněz, dokončena roku 1876. Spojitost s Wagnerovým projektem jí od počátku přisuzovala kultovní význam, byla oceňována řada originálních a účelných prvků a vynikající výsledná akustika divadelního sálu. V letech 1881-82 k dosavadní budově připojena nevelká frontální přístavba, tzv. Královská stavba ("Königsbau"). Roku 1875 vyšel v časopise Deutsche Bauzeitung první podrobný článek o architektuře Brückwaldova bayreuthského divadla; následovala řada dalších publikací a architekt konal o této budově řadu přednášek. Roku 1877 získal Brückwald za stavbu Festivalového divadla Bavorský záslužný řád sv. Michala (rytířský kříž I. třídy).
Stal se však nadšeným wagneriánem jeho první syn, narozený krátce po prvních bayreuthských hudebních slavnostech roku 1876, dostal jméno Siegfried a roku 1883 Brückwald v Lipsku spoluzakládal výbor pro zřízení Wagnerova pomníku. Ke stavbě divadelních budov se však již nikdy nevrátil. Místo toho pracoval v 70.-90. letech 19. století na řadě veřejných (zejména školy) i soukromých zakázek v Lipsku, vedle toho ale projektoval řadu zámeckých staveb a přestaveb, např. v Bergsulze pro sasko-altenburského premiéra Friedricha von Gerstenbergk-Zecham, v Anklamu, Schmuggerowě, Löwitz a Sophienhofu pro hraběte Maxmiliana von Schwerin a jeho rodinu, v Hummelsheinu pro sasko-altenburského vévodu Ernsta I., v Beichlingenu pro hrabata von Werthern-Beichlingen aj.
Od roku 1868 byl členem lipské zednářské lóže Minerva zu den drei Palmen.
Jednou z posledních Brückwaldových staveb byl jeho vlastní dům (1894-97). Roku 1898 utrpěl mozkovou mrtvici a musel se vzdát své činnosti. Brzy zchudl a upadl v zapomnění, o dům přišel v dražbě a od roku 1914 bydlel ve starobinci. V reprezentativním Allgemeine Lexikon der Bildenden Künstler, který vyšel roku 1914, jej považovali za zemřelého v roce 1911. Ve skutečnosti žil do roku 1917; ještě když jej v létě roku 1916 navštívili zástupci lipského spolku Richarda Wagnera, nalezli ho prý nad rýsovacím prknem s plánem Festivalového divadla v Bayreuthu.
Otto Brückwald se dvakrát oženil, poprvé roku 1868 s Elisabeth Marií Kriegerovou, dcerou truhlářského mistra a obchodníka s nábytkem. Ta však již následujícího roku zemřela. Roku 1872 se oženil s její sestrou Margarethou Idou, se kterou měl čtyři děti. Margaretha zemřela roku 1886 a Brückwaldovu domácnost vedla až do jeho smrti jeho sestra Anna Marie.

## Brückwaldovy nejvýznamnější stavby

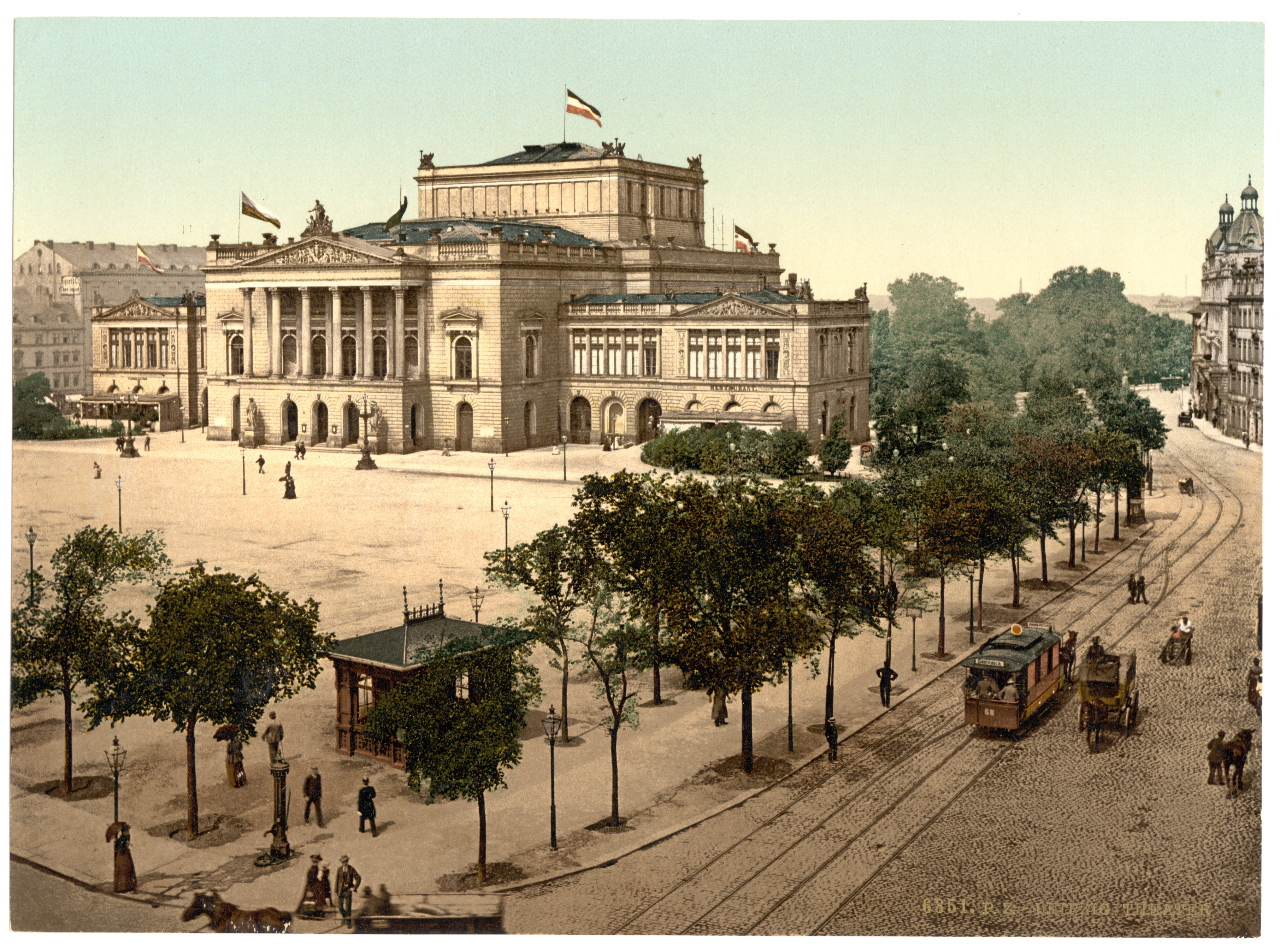
Nové divadlo v Lipsku (cca 1900)
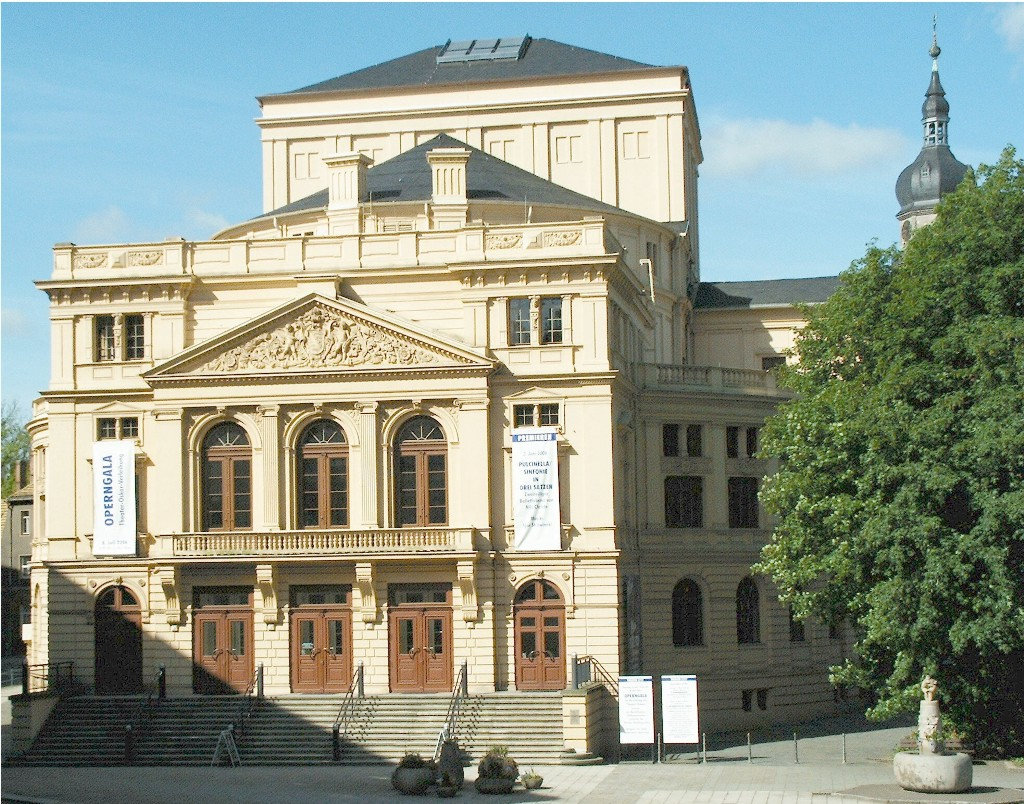
Divadlo v Altenburgu
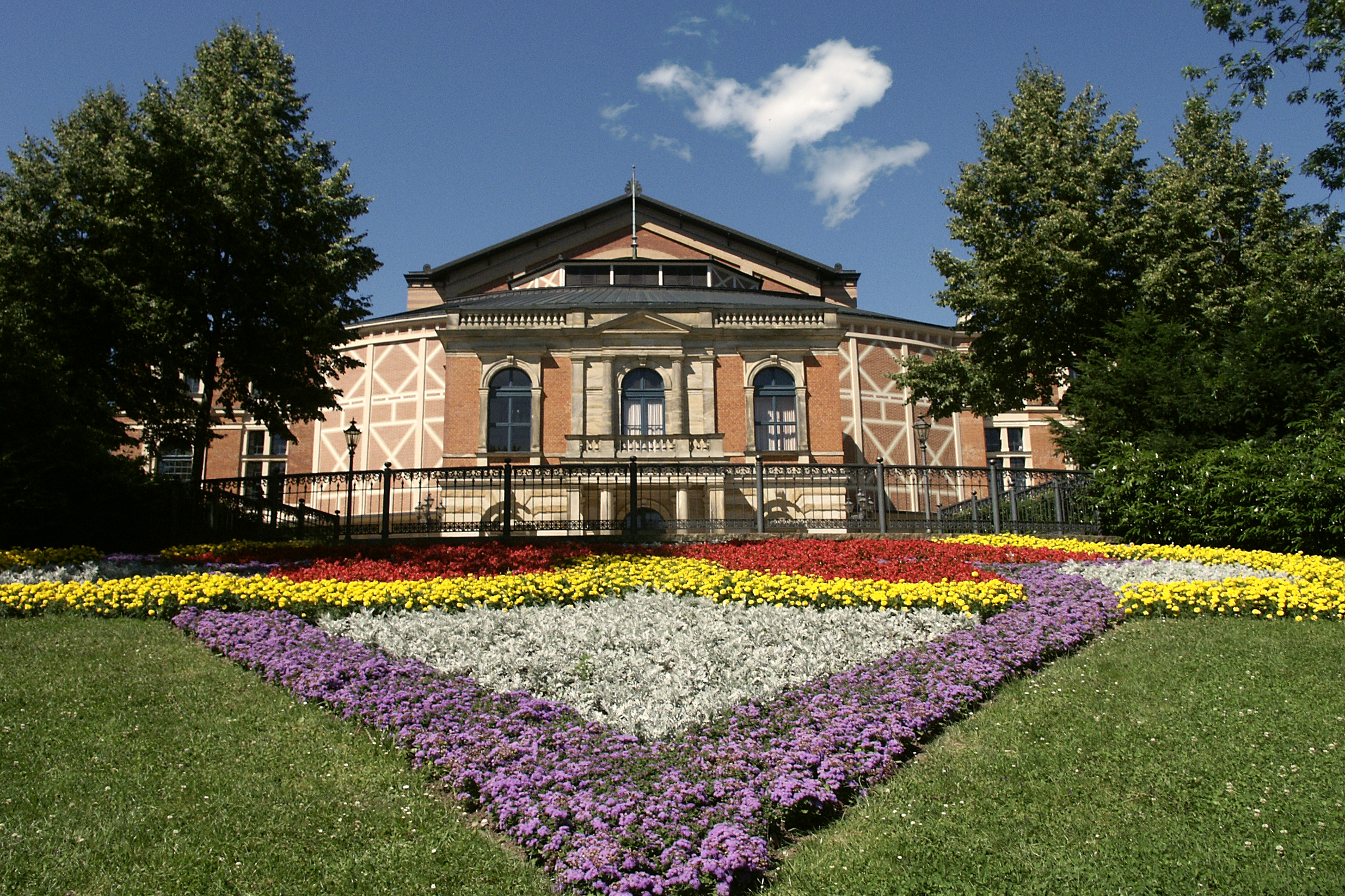
Festivalové divadlo Richarda Wagnera v Bayreuthu